# Perm (geologi)
| Perm 299 miljoner – 252 miljoner år före nutid | Perm 299 miljoner – 252 miljoner år före nutid | Perm 299 miljoner – 252 miljoner år före nutid | Perm 299 miljoner – 252 miljoner år före nutid |
| Period (System)                                | Epok (Serie)                                   | Ålder (Etage)                                  | Miljoner år sedan                              |
| ---------------------------------------------- | ---------------------------------------------- | ---------------------------------------------- | ---------------------------------------------- |
| Trias                                          | Äldre trias                                    | Indus                                          | senare                                         |
| Perm                                           | Loping                                         | Changxing                                      | 254–252                                        |
| Perm                                           | Loping                                         | Wujiaping                                      | 259–254                                        |
| Perm                                           | Guadalupe                                      | Capitan                                        | 265–259                                        |
| Perm                                           | Guadalupe                                      | Word                                           | 269–265                                        |
| Perm                                           | Guadalupe                                      | Road                                           | 273–269                                        |
| Perm                                           | Cisural                                        | Kungur                                         | 284–273                                        |
| Perm                                           | Cisural                                        | Artinsk                                        | 290–284                                        |
| Perm                                           | Cisural                                        | Sakmara                                        | 294–290                                        |
| Perm                                           | Cisural                                        | Assel                                          | 299–294                                        |
| Karbon                                         | Pennsylvania                                   | Gzhel                                          | tidigare                                       |

Perm är en geologisk period i eran paleozoikum. Slutet av perm kännetecknas av ett av de största massutdöendena i jordens historia, perm–trias-utdöendet, då 90 procent av allt liv dog ut. Perm följs av perioden trias i eran mesozoikum.
| Fanerozoikum                 | Fanerozoikum       | Fanerozoikum | Fanerozoikum      |
| Eon                          | Era                | Period       | Miljoner år sedan |
| ---------------------------- | ------------------ | ------------ | ----------------- |
| Fanero- zoikum               | Kenozoikum         | Kvartär      | 2,6–0,0           |
| Fanero- zoikum               | Kenozoikum         | Neogen       | 23–2,6            |
| Fanero- zoikum               | Kenozoikum         | Paleogen     | 66–23             |
| Fanero- zoikum               | Mesozoikum         | Krita        | 145–66            |
| Fanero- zoikum               | Mesozoikum         | Jura         | 201–145           |
| Fanero- zoikum               | Mesozoikum         | Trias        | 252–201           |
| Fanero- zoikum               | Paleozoikum        | Perm         | 299–252           |
| Fanero- zoikum               | Paleozoikum        | Karbon       | 359–299           |
| Fanero- zoikum               | Paleozoikum        | Devon        | 419–359           |
| Fanero- zoikum               | Paleozoikum        | Silur        | 444–419           |
| Fanero- zoikum               | Paleozoikum        | Ordovicium   | 485–444           |
| Fanero- zoikum               | Paleozoikum        | Kambrium     | 541–485           |
| Protero- zoikum              | Neoprotero- zoikum | Ediacara     | tidigare          |
| Se även Geologisk tidsskala. |                    |              |                   |

## Namn och uppdelning
Namnet perm infördes 1841 av geologen Roderick Murchison efter de rika lämningarna, särskilt av marina fossil från perioden, som identifierades i det ryska guvernementet Perm. Även i Tyskland förekommer rikligt med avlagringar från Perm, där perioden tidigare kallades Dyas (grekiska: "tvådelning") då avlagringarna där bestod av två skilda delar, rotliegendes och zechstein. Dessa lager beskrevs vid mitten av 1700-talet av geologerna Georg Christian Füchsel och Johann Gottlob Lehmann. Idag indelas perm i tre epoker, cisural, guadalupe och loping, vilka i sin tur indelas i totalt nio åldrar (se tabell).

## Geografi och klimat
Under Perm gled Gondwana och Laurasien närmare varandra och i slutet av Perm stötte de ihop och bildade Pangaea. Då kontinenterna stötte samman torkade många tidigare kustområden upp och stora öknar bildades. Karooistiden, som började under karbontiden, fortsatte under större delen av perm.

## Livet under perm
Havslivet dominerades av mossdjur. Andra arter som var vanliga var olika former av armfotingar. I haven fanns även många arter som kom att försvinna under perm-trias-utdöendet, som de encelliga fusuliniderna, blastoidéer, trilobiter, rugosa koraller, sjöliljor och sjöborrar. Bland fiskarna dominerade strålfeniga fiskar med ganoidfjäll. Bland insekterna utvecklades former som skalbaggar, nätvingar, och den primitiva tvåvingen permotipula. Syrsor och dagsländor fanns sedan tidigare och fortsatte vara ett betydande inslag bland insekterna. Bland groddjuren fanns flera landlevande former, av vilka många liknade tidiga kräldjur i levnadssätt. Den dominerande gruppen bland de fyrfota djuren var dock de däggdjurslika kräldjuren. Det fanns även ett flertal kräldjur, vilka mestadels var små. Enstaka former som den vattenlevande mesasaurus var dock mycket stora.